# Јорданка Благоева
Јорданка Благоева Иванова (буг. Йорданка Благоева Иванова рођена Димитрова; 19. јануар 1967. Горно Церовене Монтанска област) бивша је бугарска атлетичарка у скоку увис, бившa светскаa рекордерка (1,94 м у Загребу, 24.9.1972.), сребрна медаља олимпијских игара 1972. године у Минхену, бронзана на олипијским играма 1976. у Монтреалу . Деветоструки првак Бугарске у периду од 1965. до 1980. године.

## Биографија
У Горно Церовени 1960 завршила је осмогодишњу школу. Четири године касније завршила је средњу политехничку школу "Христо Михајлов" у Монтани, а 1969. Националну спортску академију у Софији. Године 1984. на Институту за физичку културу у Москви докторирала из педагошких наука.
Од 1964. до 1973. године радила је као атлетски тренарски инструктор у Монтани. На Универзијади 1965. освојила је златну медаљу. На Олимпијским играма учествовала је четири пута: 1968, 1972, 1976 и 1980. Била је светска рекордерка у скоку увис.

## Значајни међународни резултати
| Година                | Такмичење                     | Место                          | Пласман               | Резултат м            | Детаљи                |
| Представљала Бугарску | Представљала Бугарску         | Представљала Бугарску          | Представљала Бугарску | Представљала Бугарску | Представљала Бугарску |
| --------------------- | ----------------------------- | ------------------------------ | --------------------- | --------------------- | --------------------- |
| 1964.                 | Европске јуниорске игре 1964. | Варшава Пољска                 | 8.                    | 1,58                  |                       |
| 1965.                 | Универзијада                  | Будимпешта, Мађарска           |                       | 1,65                  |                       |
| 1969.                 | Европске игре у дворани       | Београд Југославија            |                       | 1,82                  |                       |
| 1969.                 | Европско првенство            | Атина, Грчка                   | 13.                   | 1,68                  |                       |
| 1970.                 | Европско првенство у дворани  | Беч, Аустрија                  | 4.                    | 1,82                  |                       |
| 1972.                 | Европско првенство у дворани  | Гренобл, Француска             |                       | 1,84                  |                       |
| 1972.                 | Олимпијске игре               | Минхен, Западна Немачка        |                       | 1,88                  |                       |
| 1973.                 | Европско првенство у дворани  | Ротердам, Холандија            |                       | 1,92 СРд              |                       |
| 1973.                 | Полуфинале Европског купа.    | Варшава, Пољска                |                       | 1,92                  |                       |
| 1973.                 | Финале Европског купа .       | Единбург, Уједињено Краљевство |                       | 1,84                  |                       |
| 1976.                 | Европско првенство у дворани  | Минхен, Западна Немачка        | 11.                   | 1,80                  |                       |
| 1976.                 | Олимпијске игре               | Монтреал, Канада               |                       | 1,91                  |                       |
| 1977.                 | Европско првенство у дворани  | Сан Себастијан, Шпанија        | 6.                    | 1,83                  |                       |
| 1980.                 | Олимпијске игре               | Москва, Совјетски Савез        | 16.                   | 1,80                  |                       |

## Светски и лични рекорди
| Скок увис    | Резултат | Место               | Датум                   |
| ------------ | -------- | ------------------- | ----------------------- |
| на отвореном | 1,94 СР  | Загреб, Југославија | 24. септембар 1972. СРд |
| у дворани    | 1,92 СРд | Ротердам, Холандија | 11. март 1973.          |